# Елизабет Ноел-Нојман
Елизабет Ноел-Нојман (19. децембар 1916 — 25. март 2010) је била немачка политиколошкиња . Њен најпознатији допринос науци је модел спирале тишине, детаљно описан у капиталном делу Спирала тишине: Јавно мњење – наша друштвена кожа . Модел је у ствари научно објашњење како перципирано јавно мњење може утицати на појединачна мишљења или акције.

## Спирала тишине
Нојманова је сковала термин спирала тишине. Ова теорија објашњава како се мишљења људи мењају или остају неизречена како би се уклопили у популарне идеологије и избегли да буду издвојени због супротстављених идеологија. Због недостатка људске активности и рационалности, које теорија не узима у обзир, ова теорија је добила различите критике. Врх спирале су они који изражавају своја мишљења и мисли, што се објашњава спиралом ћутања. Другим речима, искористите своје право на слободу говора. Они који нису вољни да говоре из страха да ће бити изоловани или изопштени су на дну спирале 

## Лични живот
Била је удата за политичара из Хришћанско демократске уније   Ериха Петера Нојмана од 1946. до његове смрти 1973. Потом је билаудата за физичара Хајнца Мајер-Лајбница (1911–2000) од 1979. до његове смрти.  